# گئورگی نالباندیان
گئورگی مکرتچی نالباندیان (ارمنی: Գեորգի Մկրտչի Նալբանդյան؛  ۵ ژانویهٔ ۱۹۲۶ در چیتا - درگذشته ۵ نوامبر ۱۹۹۸) ایران‌شناس و استاد اهل ارمنستان بود. وی در دانشگاه دولتی ایروان فعالیت می‌کرد و به زبان‌های زبان ارمنی زبان فارسی و زبان روسی تسلط داشت. 

## زندگی‌نامه
در خانواده‌ای کارگر زاده شد. در ۱۹۳۰م به ایران کوچید. دوره‌های دبستان و دبیرستان را در تهران به پایان رساند و در پی آن در ۱۹۲۶م به ارمنستان رفت و در آن جا سکنی گزید. در ۱۹۵۱م موفق به دریافت مدرک کارشناسی زبان و ادبیات فارسی از دانشگاه دولتی ایروان شد. وی دورهٔ کارشناسی ارشد را در همان دانشگاه، در رشتهٔ فقه‌اللغه به پایان رساند. نعلبندیان در ۱۹۵۵م از رسالهٔ دکتری خود با نام «زبان فارسی باستان» و در ۱۹۷۲م از رسالهٔ فوق دکتری خود با نام «اسم‌های سخصی فارسی اصل ارمنی» دفاع کرد. از ۱۹۵۲م در دانشکدهٔ زبان و ادبیات دانشگاه دولتی ایروان آغاز به کار کرد. در ۱۹۶۰م به عضویت شورای علمی دانشگاه ایروان و در ۱۹۶۳م به ریاست کرسی زبان‌شناسی ایرانی همان دانشگاه درآمد. نعلبندیان همزمان با تأسیس دانشکدهٔ خاورشناسی در ۱۹۶۸م ریاست این دانشکده را برعهده گرفت. وی همچنین ریاست انجمن دوستی ایران و ایروان را برعهده داشت و تا پایان زندگی در این مقام به فعالیت پرداخت.
از آثارش:
- زبان فارسی باستان (ایروان، ۱۹۶۳م)؛
- زبان فارسی میانه به ارمنی (ایروان، ۱۹۶۲)؛
- سنگ نوشتهٔ بیستون از داریوش و ویشتاسب به ارمنی (ایروان، ۱۹۶۴م)؛
- نمونه‌هایی از نثر معاصر پارسی (ایروان، ۱۹۶۴)؛
- منتخباتی از روزنامه‌ها و مجله‌های فارسی با همکاری ب.ت. سیناکین و ک.و. قازاریان (ایروان، ۱۹۶۸)؛
- زبان‌ها و گویش‌های ایرانی (ایروان، ۱۹۶۰)؛
- شرحی دربارهٔ آواشناسی در زبان فارسی معاصر (ایروان، ۱۹۶۱)؛
- ترجمهٔ تکذیب و رد فرق دینی یزنیک کقباتسی از ارمنی به فارسی (ایروان، ۱۹۸۹).

مقاله‌ای از او با نام «احیای کلمات نامفهوم و گم‌شدهٔ زبان فارسی به کمک زبان ارمنی» (ایزوستیا، ایروان، ۱۹۶۲م، شماره ۱, صص ۷۸–۸۷؛ پیام نوین، تهران، ۱۳۴۲ش، شمارهٔ ۶, صص ۴۸–۵۵) به چاپ رسیده است. همچنین فرهنگ پهلوی، فارسی، ارمنی، روسی، انگلیسی نوشتهٔ ر. آبرامیان با نظارت علمی نعلبندیان چاپ و منتشر شده است (ایروان، ۱۹۶۵م).

## یادداشت
1. ↑  Հեռավորարևելյան ափ
2. ↑  բանասեր
3. ↑  լեզվաբան
4. ↑  արևելագետ
5. ↑  համալսարանի դասախոս
6. ↑  բանասիրական գիտությունների դոկտոր